# Empis flavipes
Empis flavipes är en tvåvingeart som först beskrevs av Carl Peter Thunberg 1784.  Empis flavipes ingår i släktet Empis och familjen dansflugor. Inga underarter finns listade i Catalogue of Life.